# Listă de lunetiști
Aceasta este o listă de lunetiști notabili.

## Listă de lunetiști
- Hiram Berdan, SUA, Războiul Civil American
- Herman Davis, SUA, Primul Război Mondial
- Rob Furlong, Canada, Războiul din Afganistan
- Gary Gordon, SUA, Bătălia de la Mogadishu (1993)
- Craig Harrison, Marea Britanie, recordul de tragere de la cea mai mare distanță cu victimă confirmată (Longest recorded sniper kills) - la 2,475 km[1][2][3][4]
- Carlos Hathcock, SUA, Războiul din Vietnam, 93 de victime.[5][6]

## Listă de lunetiști dinAl Doilea Război Mondial

### Sovietici
În timpul celui de-al Doilea Război Mondial, Uniunea Sovietică avea cei mai mulți lunetiști din lume, mai mulți decât orice altă țară de pe Pământ, datorită programelor de pregătire din anii 1930.
- Ivan Sidorenko, unul din cei mai buni lunetiști din cel de-al doilea Război Mondial, cu peste 500 de victime confirmate.[8]
- Stepan Petrenko - 422 de victime[7]
- Fiodor Oklopkov - 429 de victime[7]
- Mihail Budenkov - 437 de victime[7]
- Vasilii Golosov - 442 de victime[7]
- Vladimir Pcelințev - 456 de victime[7]
- Ivan Kulbertinov - 489 de victime[7]
- Nikolai Ilin - 494 de victime[7]
- Tatiana Baramzina - minim 36 de victime[9]
- Vasili Zaițev - 225 de victime[7][10][11]
- Liudmila Pavlichenko
- Roza Șanina
- Nina Lobkovskaia
- Alia Moldagulova
- Vasilii Kvachantiradze
- Semion Nomokonov
- Natalia Kovshova
- Noah Adamia
- Abukaji Idrisov
- Mihail Surkov
- Claudia Kalugina

### Germani
- Bruno Sutkus, creditat cu 209 victime.[12]

#### Austrieci naziști
- Matthäus Hetzenauer[13][14][15]
- Friedrich Pein[16]

### Alte naționalități
- Fiodor Diacenko - 425 de victime,[7] ucrainean, sovietic[17][18]
- Simo Häyhä, finlandez, supranumit Moartea Albă.[7][19] A doborât 542 inamici în Războiul de Iarnă, mai mulți decât oricare alt lunetist de-a lungul istoriei.[20][21][22][23]
- Marie Ljalková, cehoslovacă.[24][25]